# Ben Foster (fotbalist)
Ben Anthony Foster (n. 3 aprilie 1983, Royal Leamington Spa, Anglia, Regatul Unit) este un fotbalist britanic retras din activitate, care a jucat pe post de portar la echipe ca West Bromwich, Watford și Manchester United. Pe plan internațional, are prezențe la națională pentru Anglia.